# Arnoglossum
Arnoglossum es un género de plantas fanerógamas perteneciente a la familia de las asteráceas. Tiene 15 especies

## Especies
La lista de especies de Arnoglossum y otros nombres ha sido tomado de:
- Arnoglossum album L. C. Anderson
- Arnoglossum atriplicifolium (L.) H.Rob. - Pale Indian Plantain
  - Cacalia atriplicifolia L.
  - Cacalia rotundifolia (Raf.) House
  - Mesadenia atriplicifolia (L.) Raf.
- Arnoglossum diversifolium (Torr. & Gray) H.Rob. - Variable-leaved Indian Plantain
  - Cacalia diversifolia Torr. & Gray
  - Mesadenia diversifolia (Torr. & Gray) Greene
- Arnoglossum floridanum (Gray) H.Rob. - Florida cacalia
  - Cacalia floridana Gray
  - Mesadenia floridana (Gray) Greene
- Arnoglossum muehlenbergii (Sch.Bip.) H.Rob. - Great Indian Plantain
  - Arnoglossum reniforme (Hook.) H.E. Robins.
  - Cacalia muehlenbergii (Schultz-Bip.) Fern.
  - Cacalia reniformis Muhl. ex Willd., non Lam.
  - Mesadenia reniformis Raf.
  - Senecio muehlenbergii Schultz-Bip.
- Arnoglossum ovatum (Walter) H.Rob. - Ovateleaf cacalia
  - Cacalia elliottii (Harper) Shinners
  - Cacalia lanceolata Nutt.
  - Cacalia ovata Walt.
  - Mesadenia elliottii Harper
  - Mesadenia lanceolata (Nutt.) Raf.
  - Mesadenia maxima Harper
- Arnoglossum plantagineum Raf. - Tuberous Indian-plantain or Arnoglossum or Groovestem Indian plaintain
  - Cacalia paniculata Raf.
  - Cacalia plantaginea (Raf.) Shinners
  - Cacalia pteranthes Raf.
  - Cacalia tuberosa Nutt.
  - Mesadenia tuberosa (Nutt.) Britt.
- Arnoglossum sulcatum (Fernald) H.Rob - Georgia Indian plaintain
  - Cacalia sulcata Fern.
  - Mesadenia sulcata (Fern.) Harper[6]